# نيلس فورسبرغ
نيلس فورسبرغ (بالسويدية: Nils Forsberg)‏ هو رسام سويدي، ولد في 17 ديسمبر 1842 في Riseberga church parish ‏ في السويد، وتوفي في 8 نوفمبر 1934 في أبرشية كنيسة مارية هيلسينجبورج ‏ في السويد.

## معرض صور

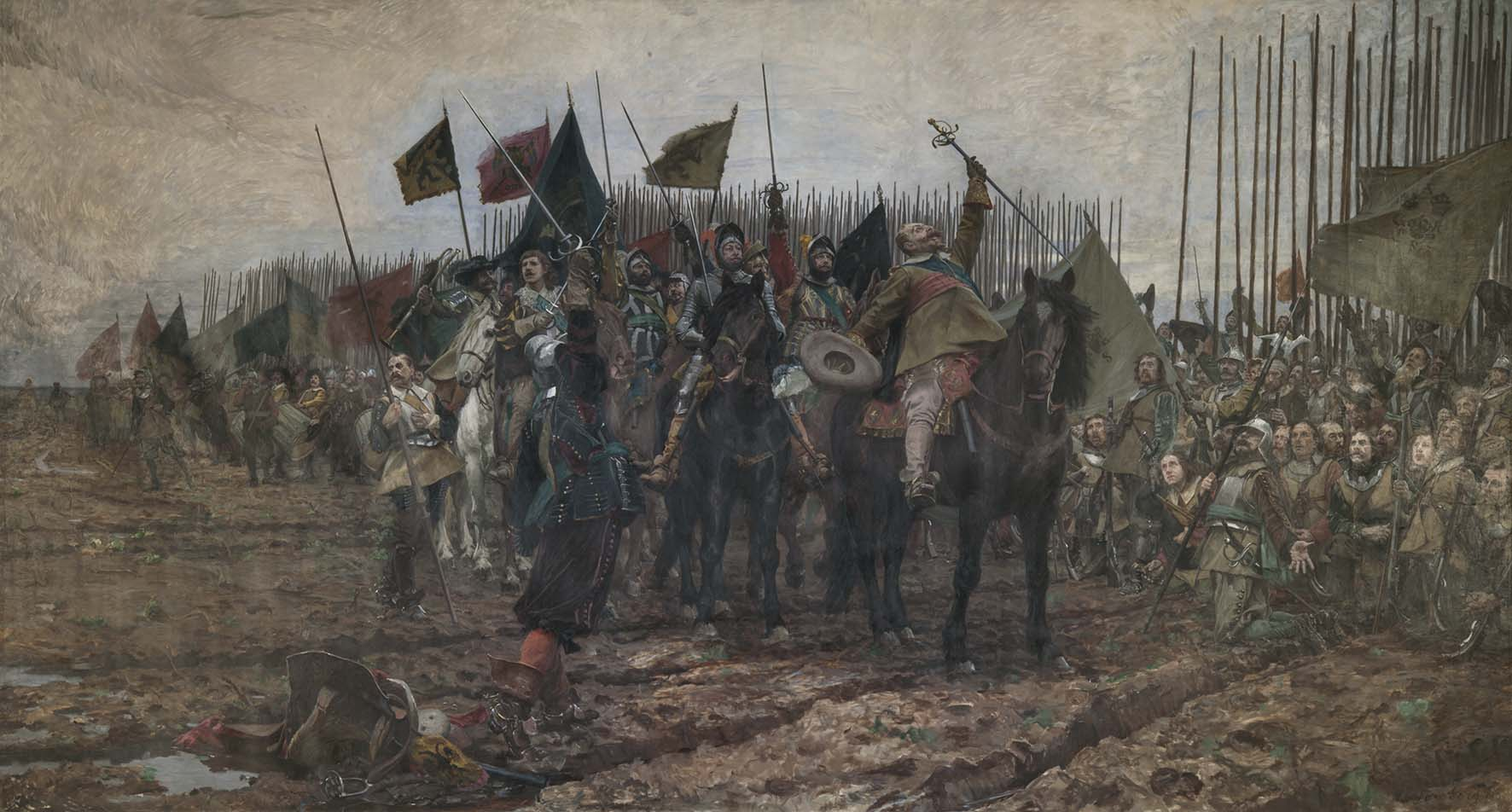
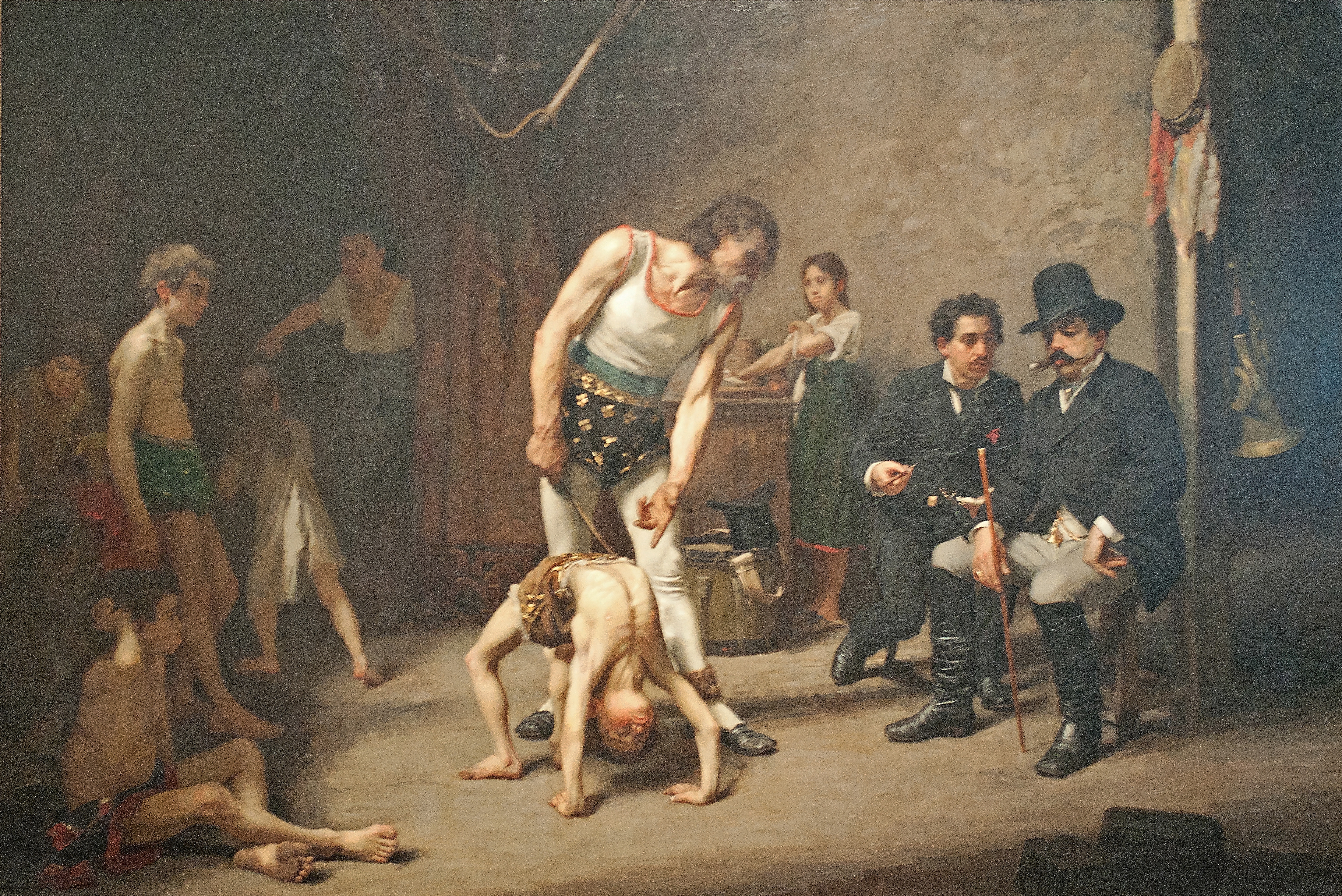
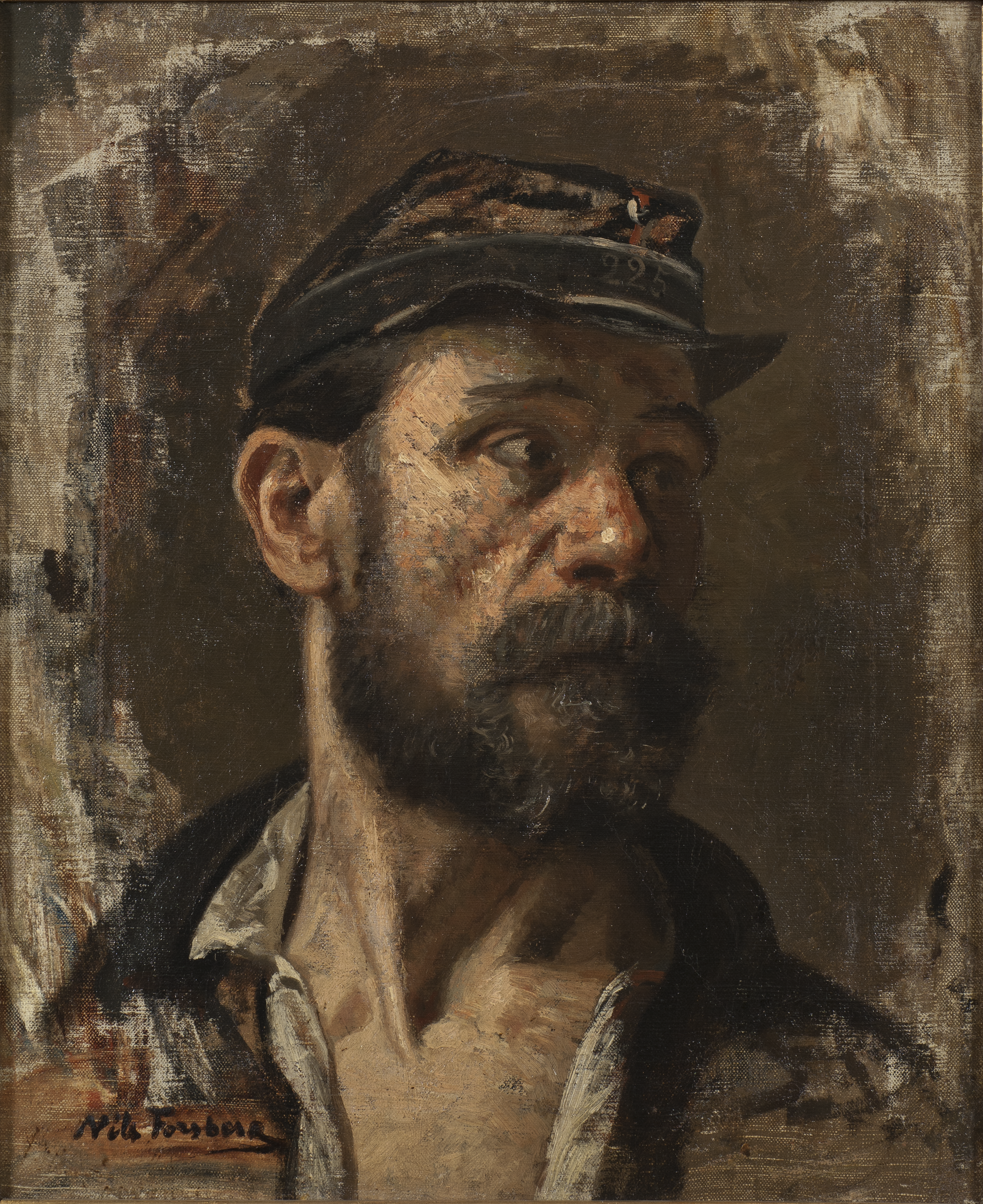
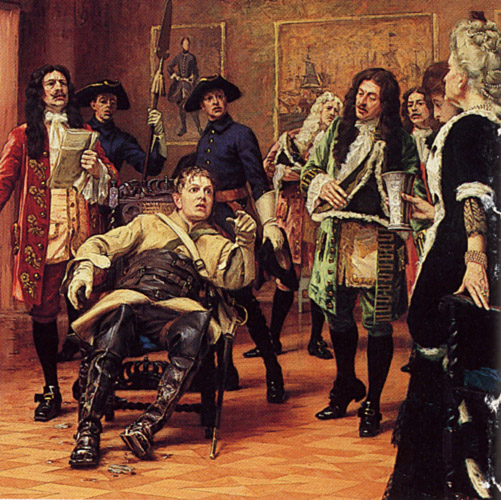
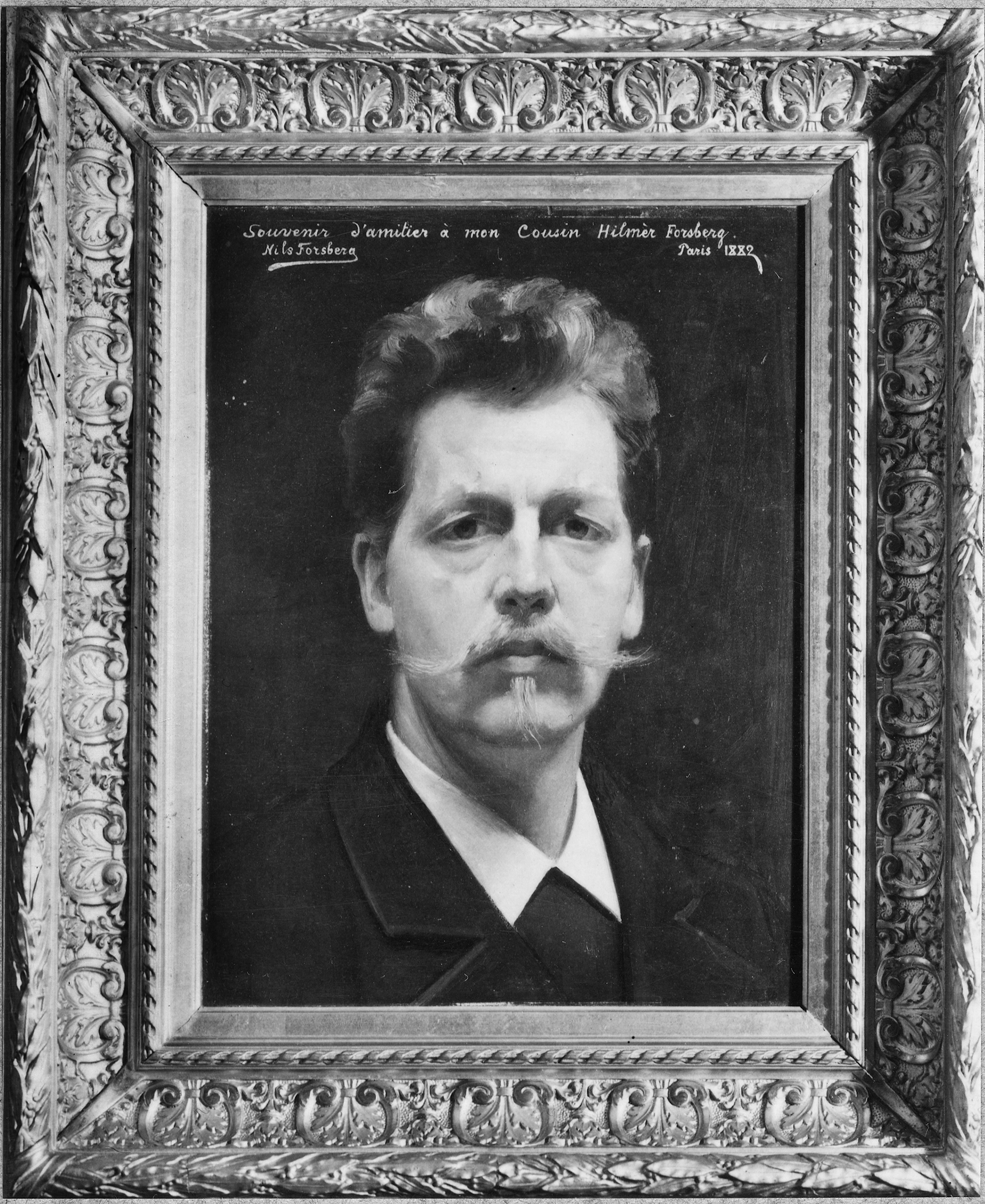